# Vânia Leça
Vânia Leça (* 8. Februar 1982) ist eine portugiesische Badmintonspielerin. 

## Karriere
Vânia Leça gewann nach zwei Juniorentiteln in Portugal 2003 ihre ersten beiden Meistertitel bei den Erwachsenen. Weitere Titelgewinne folgten 2004, 2006, 2007 und 2009. 2001 nahm sie an der Weltmeisterschaft teil, 2004 siegte sie bei den Cyprus International.

## Sportliche Erfolge
| Saison | Veranstaltung                                | Disziplin   | Platz | Name                           |
| ------ | -------------------------------------------- | ----------- | ----- | ------------------------------ |
| 2000   | Portugal: Einzelmeisterschaften der Junioren | Dameneinzel | 1     | Vânia Leça                     |
| 2000   | Portugal: Einzelmeisterschaften der Junioren | Damendoppel | 1     | Joana Sousa / Vânia Leça       |
| 2001   | Badminton                                    | Mixed       | 17    | Ricardo Fernandes / Vânia Leça |
| 2003   | Portugal: Einzelmeisterschaften              | Mixed       | 1     | Fernando Silva / Vânia Leça    |
| 2003   | Portugal: Einzelmeisterschaften              | Damendoppel | 1     | Telma Santos / Vânia Leça      |
| 2004   | Cyprus International                         | Damendoppel | 1     | Vânia Leça / Filipa Lamy       |
| 2004   | Portugal: Einzelmeisterschaften              | Damendoppel | 1     | Telma Santos / Vânia Leça      |
| 2006   | Portugal: Einzelmeisterschaften              | Damendoppel | 1     | Telma Santos / Vânia Leça      |
| 2007   | Portugal: Einzelmeisterschaften              | Damendoppel | 1     | Telma Santos / Vânia Leça      |
| 2007   | Portugal: Einzelmeisterschaften              | Mixed       | 1     | Hugo Rodrigues / Vânia Leça    |
| 2009   | Portugal: Einzelmeisterschaften              | Damendoppel | 1     | Filipa Lamy / Vânia Leça       |
| 2012   | Portugal: Einzelmeisterschaften              | Damendoppel | 1     | Filipa Lamy / Vânia Leça       |